# Laurentius Petri Sällskapet
Laurentius Petri Sällskapet eller Laurentius Petri Sällskapet för svenskt gudstjänstliv är en förening inom Svenska kyrkan vars verksamhet främst kretsar kring bönegudstjänstformen tidegärd och gregoriansk sång, samt forskning kring svenskt gudstjänstlivs historia. Sällskapet har även publicerat tidigmodernt liturgiskt material, såsom Rappehandskriften.
Sällskapet grundades 1941 av Arthur Adell och Knut Peters, och övertog då den publicering av tidegärd, både i textutgåvor och i utgåvor med musiknoter, som Adell och Peters inlett på privat initiativ under 1920-talet. 1961-1992 var Ragnar Holte sällskapets ordförande. Holte var huvudansvarig för arbetet med att anpassa tidegärdsmaterialet till den nya bibelöversättningen, Bibel 2000.
Föreningen ger ut årsboken Svenskt gudstjänstliv. Den är organiserad som en del av Sveriges kyrkosångsförbund.

## Ordförande
- 1941–1961: Arthur Adell
- 1961–1992: Ragnar Holte
- 1992–2002: Sören Bolander
- 2002–: Anna J. Evertsson

### Vice ordförande
- 1941–1951: Knut Peters
- 1955: Gustaf Adolf Danell
- 1983: Karl Erik Wallin
- 1990–1992: Sören Bolander
- 1993–2003: Ragnar Holte

### Sekreterare
- 1941–1947: Knut Peters
- 1983: Gudrun Zethelius
- 1990–2003: Gun Palmqvist

### Kassaförvaltare
- 1983: Vivi Andersson
- 1990–2003:  Ing-Mari Johansson

### Ledamöter
- 1983: Lars Hartman
- 1983: Folke Bohlin
- 1983–1994: Albert Sjögren
- 1990–2003: Anna Maria Thyresson Hedin
- 2000–2003: Peter Wallin
- 2015- : Mattias Lundberg